# Саркау (Бихор)
Саркау (рум. Sarcău) насеље је у Румунији у округу Бихор у општини Сарби. Oпштина се налази на надморској висини од 159 m.

## Становништво
Према подацима из 2002. године у насељу је живело 104 становника, од којих су сви румунске националности.